# Pseudoflustra solida
Pseudoflustra solida is een mosdiertjessoort uit de familie van de Smittinidae. De wetenschappelijke naam van de soort is, als Flustra solida, voor het eerst geldig gepubliceerd in 1854 door Stimpson.